# Olympische Winterspiele 1988/Teilnehmer (Sowjetunion)
| Gelbes Symbol für Goldmedaillen mit stilisierten Olympischen Ringen | Graues Symbol für Silbermedaillen mit stilisierten Olympischen Ringen | Braundes Symbol für Bronzemedaillen mit stilisierten Olympischen Ringen |
| ------------------------------------------------------------------- | --------------------------------------------------------------------- | ----------------------------------------------------------------------- |
| 11                                                                  | 9                                                                     | 9                                                                       |

Die Sowjetunion nahm an den Olympischen Winterspielen 1988 im kanadischen Calgary mit einer Delegation von 102 Athleten in zehn Disziplinen teil, davon 79 Männer und 23 Frauen. Mit elf Gold-, neun Silber- und neun Bronzemedaillen war die Sowjetunion die erfolgreichste Nation bei den Spielen. Gleichzeitig war es vor ihrem Zerfall 1991 die letzte Teilnahme der Sowjetunion bei Winterspielen.
Fahnenträger bei der Eröffnungsfeier war der Eiskunstläufer Andrei Bukin.

## Teilnehmer nach Sportarten

### Biathlon
- Juri Kaschkarow
10 km Sprint: 18. Platz (26:49,1 min)
20 km Einzel: 5. Platz (57:43,1 min)
- Waleri Medwedzew
10 km Sprint: Silber  (25:23,7 min)
20 km Einzel: Silber  (56:54,6 min)
4 × 7,5 km Staffel: Gold  (1:22:30,0 h)
- Aljaksandr Papou
20 km Einzel: 12. Platz (59:24,0 min)
4 × 7,5 km Staffel: Gold  (1:22:30,0 h)
- Sergei Tschepikow
10 km Sprint: Bronze  (25:29,4 min)
20 km Einzel: 4. Platz (57:17,5 min)
4 × 7,5 km Staffel: Gold  (1:22:30,0 h)
- Dmitri Wassiljew
10 km Sprint: 9. Platz (26:09,7 min)
4 × 7,5 km Staffel: Gold  (1:22:30,0 h)

### Bob
Männer, Zweier
- Jānis Ķipurs, Wladimir Koslow (URS-1)
Gold  (3:53,48 min)
- Zintis Ekmanis, Aivars Trops (URS-2)
9. Platz (3:56,92 min)

Männer, Vierer
- Māris Poikāns, Olafs Kļaviņš, Ivars Bērzups, Juris Jaudzems (URS-1)
5. Platz (3:48,35 min)
- Jānis Ķipurs, Guntis Osis, Juris Tone, Wladimir Koslow (URS-2)
Bronze  (3:48,26 min)

### Eishockey
Männer
| - Sergei Mylnikow - Vitālijs Samoilovs - Ilja Bjakin - Igor Stelnow - Wjatscheslaw Fetissow - Alexei Gussarow - Alexei Kassatonow - Sergei Starikow - Wjatscheslaw Bykow - Sergei Jaschin - Waleri Kamenski | - Sergei Swetlow - Alexander Tschornych - Andrei Chomutow - Igor Larionow - Andrei Lomakin - Sergei Makarow - Alexander Mogilny - Anatoli Semjonow - Alexander Koschewnikow - Igor Krawtschuk - Wladimir Krutow |

- Gold

### Eiskunstlauf
Männer
- Alexander Fadejew
4. Platz (8,2)
- Wladimir Kotin
6. Platz (13,4)
- Wiktor Petrenko
Bronze  (7,8)

Frauen
- Kira Iwanowa
7. Platz (13,6)
- Anna Kondraschowa
8. Platz (15,2)

Paare
- Larissa Selesnjowa & Oleg Makarow
4. Platz (6,0)
- Jelena Walowa & Oleg Wassiljew
Silber  (3,0)
- Jekaterina Gordejewa & Sergei Grinkow
Gold  (1,5)

Eistanz
- Natalja Annenko & Genrich Sretenski
4. Platz (8,0)
- Marina Klimowa & Sergei Ponomarenko
Silber  (4,0)
- Natalja Bestemjanowa & Andrei Bukin
Gold  (2,0)

### Eisschnelllauf
Männer
- Sergei Beresin
5000 m: 23. Platz (6:58,08 min)
10.000 m: 9. Platz (14:20,48 min)
- Andrei Bobrow
1500 m: 35. Platz (1:58,97 min)
- Dmitri Botschkarjow
5000 m: 17. Platz (6:56,57 min)
- Sergei Fokitschew
500 m: 4. Platz (36,82 s)
- Nikolai Guljajew
500 m: 36. Platz (1:02,86 min)
1000 m: Gold  (1:13,03 min, olympischer Rekord)
1500 m: 7. Platz (1:53,04 min)
- Alexander Klimow
1500 m: 6. Platz (1:52,97 min)
- Juri Kljujew
5000 m: 26. Platz (7:00,01 min)
10.000 m: 6. Platz (14:09,68 min)
- Wytalyj Makowezkyj
500 m: 12. Platz (37,25 s)
- Alexander Mosin
10.000 m: 18. Platz (14:28,91 min)
- Boris Repnin
1000 m: 12. Platz (1:14,41 min)
- Ihar Schaljasouski
500 m: 6. Platz (36,94 s)
1000 m: Bronze  (1:13,19 min)
1500 m: 4. Platz (1:52,63 min)
- Andrei Bachwalow
1000 m: 11. Platz (1:14,39 min)

Frauen
- Swetlana Boiko
3000 m: 6. Platz (4:22,90 min)
5000 m: 4. Platz (7:28,39 min)
- Natalja Glebowa
500 m: 9. Platz (40,66 s)
1000 m: 20. Platz (1:22,99 min)
- Jelena Iljina
500 m: 16. Platz (41,15 s)
1000 m: 18. Platz (1:22,40 min)
- Jelena Lapuga
1500 m: 5. Platz (2:04,24 min)
3000 m: 7. Platz (4:23,29 min)
5000 m: 5. Platz (7:28,65 min)
- Jelena Tumanowa
1500 m: 15. Platz (2:07,71 min)
3000 m: 9. Platz (4:24,07 min)
5000 m: 15. Platz (7:40,82 min)

### Nordische Kombination
- Andrei Dundukow
Einzel (Normalschanze/15 km): 12. Platz (406,185)
Mannschaft (Normalschanze/10 km): Langlaufrennen nicht beendet
- Allar Levandi
Einzel (Normalschanze/15 km): Bronze  (422,590)
Mannschaft (Normalschanze/10 km): Langlaufrennen nicht beendet
- Sergei Nikiforow
Einzel (Normalschanze/15 km): 14. Platz (402,905)
- Wassili Sawin
Einzel (Normalschanze/15 km): 10. Platz (414,925)
Mannschaft (Normalschanze/10 km): Langlaufrennen nicht beendet

### Rennrodeln
Männer
- Sergei Danilin
6. Platz (3:07,098 min)
- Waleri Dudin
17. Platz (3:08,880 min)
- Juri Chartschenko
Bronze  (3:06,274 min)

Männer, Doppelsitzer
- Witali Melnik & Dmitri Alexejew
6. Platz (1:32,459 min)
- Jewgeni Beloussow & Alexander Beljakow
7. Platz (1:32,553 min)

Frauen
- Julija Antipowa
5. Platz (3:05,787 min)
- Nadeschda Danilina
8. Platz (3:06,364 min)
- Irina Kussakina
10. Platz (3:07,043 min)

### Ski Alpin
Männer
- Konstantin Tschistjakow
Super-G: Rennen nicht beendet
Riesenslalom: 35. Platz (2:16,67 min)
Slalom: Rennen nicht beendet
Kombination: Slalomrennen nicht beendet
- Sergei Petrik
Super-G: Rennen nicht beendet
Riesenslalom: 30. Platz (2:15,16 min)
Slalom: Rennen nicht beendet
Kombination: im Slalomrennen disqualifiziert

Frauen
- Golnur Postnikowa
Abfahrt: 16. Platz (1:28,23 min)
Kombination: Abfahrtsrennen nicht beendet

### Skilanglauf
Männer
- Oleksandr Batjuk
15 km klassisch: 15. Platz (43:08,7 min)
- Juri Burlakow
30 km klassisch: 12. Platz (1:28:02,4 h)
50 km Freistil: 26. Platz (2:12:02,2 h)
- Michail Dewjatjarow
15 km klassisch: Gold  (41:18,9 min)
30 km klassisch: 4. Platz (1:25:31,3 h)
50 km Freistil: 25. Platz (2:12:01,7 h)
4 × 10 km Staffel: Silber  (1:44:11,3 h)
- Alexei Prokurorow
15 km klassisch: 18. Platz (43:36,9 min)
30 km klassisch: Gold  (1:24:26,3 h)
50 km Freistil: 38. Platz (2:14:01,0 h)
4 × 10 km Staffel: Silber  (1:44:11,3 h)
- Wladimir Sachnow
50 km Freistil: 12. Platz (2:09:00,1 h)
4 × 10 km Staffel: Silber  (1:44:11,3 h)
- Wladimir Smirnow
15 km klassisch: Bronze  (41:48,5 min)
30 km klassisch: Silber  (1:24:35,1 h)
4 × 10 km Staffel: Silber  (1:44:11,3 h)

Frauen
- Nina Gawriljuk
20 km Freistil: disqualifiziert
4 × 5 km Staffel: Gold  (59:51,1 min)
- Swetlana Nageikina
5 km klassisch: 8. Platz (15:29,9 min)
10 km klassisch: 4. Platz (30:26,5 min)
4 × 5 km Staffel: Gold  (59:51,1 min)
- Raissa Smetanina
5 km klassisch: 10. Platz (15:35,9 min)
10 km klassisch: Silber  (30:17,0 min)
20 km Freistil: Bronze  (57:22,1 min)
- Anfissa Reszowa
20 km Freistil: Silber  (56:12,8 min)
4 × 5 km Staffel: Gold  (59:51,1 min)
- Tamara Tichonowa
5 km klassisch: Silber  (15:05,3 min)
10 km klassisch: 5. Platz (30:38,9 min)
20 km Freistil: Gold  (55:53,6 min)
4 × 5 km Staffel: Gold  (59:51,1 min)
- Vida Vencienė
5 km klassisch: Bronze  (15:11,1 min)
10 km klassisch: Gold  (30:08,3 min)

### Skispringen
- Eduard Subotsch
Normalschanze: 38. Platz (173,6)
- Michail Jessin
Normalschanze: 39. Platz (171,6)